# AvtoRadio
Avto Radio o AutoRadio (Авторадио en ruso) es una emisora rusa de radio perteneciente a la compañía Gazprom-Media con sede en Moscú que emite a nivel nacional a través de tres frecuencias diferentes e internacional por internet. 
El contenido de la emisora es musical con boletines informativos a cada hora. 
La emisora empezó a emitir a partir del 5 de abril de 1993. 

## Audiencias
Según la Gazprom-Media, en abril de 2006, la media de radioyentes fue de 1.097.000, lo que supone un 11,6 de los oyentes tanto de Moscú como de la región.